# Ovulida
Ovulida es un género de foraminífero bentónico considerado como nomen nudum e invalidado, aunque también considerado un sinónimo posterior de Lagena de la familia Lagenidae, de la superfamilia Nodosarioidea, del suborden Lagenina y del orden Lagenida. Su rango cronoestratigráfico abarcaba el Holoceno.

## Clasificación
En Ovulida no se ha considerado ninguna especie.